# 森川氏俊
森川 氏俊（もりかわ うじとし）は、戦国時代から安土桃山時代の武将。旧姓は堀場氏で、後に母方の氏である森川氏を称した。

## 生涯
父は尾張の武士で織田氏に仕えていたが、永禄4年（1561年）に死去。永禄8年（1565年）飯尾連龍の客将であった母方の叔父森川氏次が連龍と共に戦死すると、連龍と内通していた徳川家康が氏次の働きを認め、一族であった氏俊を招いて家臣として森川氏と称させた（氏次の子孫も後に家康に仕えた）。永禄11年（1568年）堀川城の戦い、元亀元年（1570年）姉川の戦いで武功を立て、元亀3年（1572年）三方ヶ原の戦いでは後備えに属して戦った。天正2年（1574年）武田家臣山県昌景軍と浜松城外で交戦。翌天正3年（1575年）長篠の戦いでも武功があった。天正12年（1584年）小牧・長久手の戦いでは父の旧領でもあった尾張比良城を守備。天正18年（1590年）小田原征伐にも従軍した。文禄元年（1592年）武蔵国比企郡・上総国山辺郡の内に2000石を与えられた。
長男・次男は幕臣として家名を保ったが、三男重俊は後に大名として取り立てられている。氏俊の兄弟や叔父・従兄弟がいずれも森川氏を称することとなった。また姉婿真野信重や妹婿・山羽長勝が早世していたため、その子重次・長次を引き取って育て、いずれも森川氏を名乗らせている。